# Elatostema
Genre
Elatostema est un genre de plantes à fleurs de la famille des Urticaceae.

## Liste des espèces et variétés
Selon Catalogue of Life (22 février 2019) :
- Elatostema abangense Amshoff
- Elatostema acrophilum C. B. Rob.
- Elatostema actinodromum W. T. Wang
- Elatostema actinotrichum W. T. Wang
- Elatostema acuminatissimum Merr.
- Elatostema acuminatum (Poir.) Brongn.
- Elatostema acuteserratum B. L. Shih & Yuen P. Yang
- Elatostema acutitepalum W. T. Wang
- Elatostema adenophorum W. T. Wang
- Elatostema agusanense Elmer
- Elatostema albistipulum W. T. Wang
- Elatostema albopilosoides Q. Lin & L. D. Duan
- Elatostema albopilosum W. T. Wang
- Elatostema albovillosum W. T. Wang
- Elatostema aliferum W. T. Wang
- Elatostema alnifolium W. T. Wang
- Elatostema ambiguum (Wedd.) H. Hall.
- Elatostema androstachyum W. T. Wang, A. K. Monro & Y. G. Wei
- Elatostema angulaticaule W. T. Wang & Y. G. Wei
- Elatostema angulosum W. T. Wang
- Elatostema angustatum C. B. Rob.
- Elatostema angustibracteum W. T. Wang
- Elatostema angustifolium Reinecke
- Elatostema angustitepalum W. T. Wang
- Elatostema anlongense W. T. Wang
- Elatostema annulatum H. Winkl.
- Elatostema antonii Elmer
- Elatostema apicicrassum W. T. Wang
- Elatostema apoense Elmer
- Elatostema appendiculatum Merr.
- Elatostema arcuans Dunn
- Elatostema arcuatipes W. T. Wang & Y. G. Wei
- Elatostema arcuatobracteatum L. F. Fu, V. T. Do & C. X. He
- Elatostema articulatum H. Winkl.
- Elatostema asterocephalum W. T. Wang
- Elatostema atropurpureum Gagnep.
- Elatostema atrostriatum W. T. Wang & Y. G. Wei
- Elatostema atroviride W. T. Wang
- Elatostema attenuatoides W. T. Wang
- Elatostema attenuatum W. T. Wang
- Elatostema auriculatifolium R. S. Beaman & Cellin.
- Elatostema auriculatum W. T. Wang
- Elatostema australe (Wedd.) Hall. fil.
- Elatostema austroyunnanense W. T. Wang
- Elatostema baiseense W. T. Wang
- Elatostema balansae Gagnep.
- Elatostema bamaense W. T. Wang & Y. G. Wei
- Elatostema banahaense C. B. Rob.
- Elatostema baoshanense W. T. Wang & Z. Y. Wu
- Elatostema barbarufa H. Winkl.
- Elatostema barbatum H. Schröter
- Elatostema baruringense Elmer
- Elatostema basiandrum Reinecke
- Elatostema baviense Gagnep.
- Elatostema beccarii H. Schröter
- Elatostema beibengense W. T. Wang
- Elatostema belense Perry
- Elatostema benguetense C. B. Rob.
- Elatostema bidiense H. Schröter
- Elatostema biformibracteolatum W. T. Wang
- Elatostema biglomeratum W. T. Wang
- Elatostema binatum W. T. Wang & Y. G. Wei
- Elatostema binerve W. T. Wang
- Elatostema bioppositum L. D. Duan & Yun Lin
- Elatostema blechnoides Ridl.
- Elatostema boehmerioides W. T. Wang
- Elatostema boholense Quisumb. & Merr.
- Elatostema bojongense H. Schröter
- Elatostema bomiense W. T. Wang & Z. Y. Wu
- Elatostema bontocense Merr.
- Elatostema borneense H. Schröter
- Elatostema brachyodontum (Hand.-Mazz.) W. T. Wang
- Elatostema brachyurum H. Hall. ex H. Hall.
- Elatostema bracteosum W. T. Wang
- Elatostema breviacuminatum W. T. Wang
- Elatostema brevicaudatum (W. T. Wang) W. T. Wang
- Elatostema brevipedunculatum W. T. Wang
- Elatostema brongniartianum Wedd.
- Elatostema brunneinerve W. T. Wang
- Elatostema brunneobracteolatum W. T. Wang
- Elatostema brunneolum Elmer
- Elatostema brunneostriolatum W. T. Wang
- Elatostema brunonianum Quisumb.
- Elatostema buderi H. Schröter
- Elatostema bulbiferum Kurz
- Elatostema bulbothrix Stapf
- Elatostema bullatum R. S. Beaman & Cellin.
- Elatostema burmanicum H. Hall.
- Elatostema calcareum Merr.
- Elatostema calophyllum Rechinger
- Elatostema capizense Merr.
- Elatostema catalonanum (C. B. Rob.) H. Schröter
- Elatostema catanduanense Merr.
- Elatostema cataractum L. D. Duan & Q. Lin
- Elatostema catubigense Co
- Elatostema caudatoacuminatum W. T. Wang
- Elatostema caudatum H. Hall.
- Elatostema caudiculatum W. T. Wang
- Elatostema celaticaule Ridl.
- Elatostema celingense W. T. Wang, Y. G. Wei & A. K. Monro
- Elatostema cheirophyllum C. B. Rob.
- Elatostema chiwuanum W. T. Wang
- Elatostema cikaiense W. T. Wang
- Elatostema ciliatum C. B. Clarke ex Hook. fil.
- Elatostema clarkei Hook. fil.
- Elatostema clemensii H. Schröter
- Elatostema colaniae Gagnep.
- Elatostema comptonioides A. C. Sm.
- Elatostema conduplicatum W. T. Wang
- Elatostema contiguum C. B Robinson
- Elatostema coriaceifolium W. T. Wang
- Elatostema cornutum Wedd.
- Elatostema costatoalatum W. T. Wang & Z. Y. Wu
- Elatostema crassicostatum W. T. Wang
- Elatostema crassimucronatum W. T. Wang
- Elatostema crassiusculum W. T. Wang
- Elatostema crenatum W. T. Wang
- Elatostema crispulum W. T. Wang
- Elatostema cucullatonaviculare W. T. Wang
- Elatostema cuipingfengense W. T. Wang & Z. Y. Wu
- Elatostema cultratum W. T. Wang
- Elatostema cuneatum Wight
- Elatostema cuneiforme W. T. Wang
- Elatostema cupreoviride Rechinger
- Elatostema cupulare H. Winkl.
- Elatostema cuspidatum Wight
- Elatostema cyrtandra H. Winkl.
- Elatostema cyrtandrifolioides W. T. Wang
- Elatostema cyrtandrifolium (Zoll. & Mor.) Miq.
- Elatostema cyrtophyllum H. Hall. ex H. Schröter
- Elatostema dactylocephalum W. T. Wang
- Elatostema dallasense R. S. Beaman & Cellin.
- Elatostema daxinense W. T. Wang & Z. Y. Wu
- Elatostema decipiens Wedd.
- Elatostema delicatulum Wedd.
- Elatostema densistriolatum W. T. Wang & Z. Y. Wu
- Elatostema densum H. Winkl.
- Elatostema dentatocaudatum W. T. Wang & Z. Y. Wu
- Elatostema didymocephalum W. T. Wang
- Elatostema dielsii H. Schröter
- Elatostema discolor C. B. Rob.
- Elatostema dissectoides W. T. Wang
- Elatostema dissectum Wedd.
- Elatostema divaricatum (Gaudichaud) F. R. Fosberg
- Elatostema diversilimbum Merr.
- Elatostema doormanianum H. Winkl.
- Elatostema drepanophyllum H. Schröter
- Elatostema dulongense W. T. Wang
- Elatostema duyunense W. T. Wang & Y. G. Wei
- Elatostema edanoi Merr.
- Elatostema elegans H. Winkl.
- Elatostema ellipticum Wedd.
- Elatostema elmeri Merr.
- Elatostema engleri Reinecke
- Elatostema epallocaulum A. C. Sm.
- Elatostema erectum H. Schröter
- Elatostema eriocephalum W. T. Wang
- Elatostema euphlebium Merr.
- Elatostema eurhynchum Miq.
- Elatostema fagifolium (Poir.) Brongn.
- Elatostema falcatum H. Hall.
- Elatostema falcifolium H. Schröter
- Elatostema feddeanum H. Schröter
- Elatostema fengshanense W. T. Wang & Y. G. Wei
- Elatostema fenkolense Hosokawa
- Elatostema ferrugineum (Merr.) W. T. Wang
- Elatostema ficoides Wedd.
- Elatostema filicoides Seem. ex H. Schröter
- Elatostema filipes W. T. Wang
- Elatostema flavovirens R. S. Beaman & Cellin.
- Elatostema flexuosicaule W. T. Wang & Z. Y. Wu
- Elatostema flumineorupestre Hosokawa
- Elatostema fragile H. Winkl.
- Elatostema fugongense W. T. Wang
- Elatostema fulvobracteolatum W. T. Wang
- Elatostema funingense W. T. Wang
- Elatostema funkii Reinecke
- Elatostema furcatibracteum W. T. Wang
- Elatostema furcatiramosum W. T. Wang
- Elatostema garrettii T. Yahara
- Elatostema gibbsiae R. S. Beaman
- Elatostema gillespiei A. C. Sm.
- Elatostema gitingense Elmer
- Elatostema glaberrimum H. Schröter
- Elatostema glabribracteum W. T. Wang
- Elatostema glaucescens Wedd.
- Elatostema globosostigmatum W. T. Wang & Z. Y. Wu
- Elatostema glochidioides W. T. Wang
- Elatostema glomeratum C. B. Rob.
- Elatostema goniocephalum W. T. Wang
- Elatostema goudotianum Wedd.
- Elatostema gracile (BI.) Hassk.
- Elatostema gracilifolium Merr.
- Elatostema gracilipes (C. B. Rob.) H. Schröter
- Elatostema graeffei Reinecke
- Elatostema grande (Wedd.) P. S. Green
- Elatostema grandidentatum W. T. Wang
- Elatostema grandifolium Reinecke
- Elatostema greenwoodii A. C. Sm.
- Elatostema griffithii Hook. fil.
- Elatostema gueilinense W. T. Wang
- Elatostema gungshanense W. T. Wang
- Elatostema gyrocephalum W. T. Wang & Y. G. Wei
- Elatostema halconense C. B. Rob.
- Elatostema halophyllum
- Elatostema hanseatum H. Schröter
- Elatostema hastatum Elmer
- Elatostema hechiense W. T. Wang & Y. G. Wei
- Elatostema hekouense W. T. Wang
- Elatostema heterocladum W. T. Wang, A. K. Monro & Y. G. Wei
- Elatostema heterogrammicum W. T. Wang
- Elatostema heterophyllum C. B. Rob.
- Elatostema hezhouense W. T. Wang, Y. G. Wei & A. K. Monro
- Elatostema himantophyllum H. Schröter
- Elatostema hirtellipedunculatum B. L. Shih & Yuen P. Yang
- Elatostema hirtellum (W. T. Wang) W. T. Wang
- Elatostema holophyllum Merr.
- Elatostema hookerianum Wedd.
- Elatostema huanglianshanicum W. T. Wang
- Elatostema huanjiangense W. T. Wang & Y. G. Wei
- Elatostema humblotii Baill.
- Elatostema humile A. C. Sm.
- Elatostema hybrida Yu H. Tseng & J. M. Hu
- Elatostema hygrophilifolium W. T. Wang
- Elatostema hymenophyllum H. Winkl.
- Elatostema hypoglaucum B. L. Shih & Yuen P. Yang
- Elatostema ichangense H. Schröter
- Elatostema imbricans Dunn
- Elatostema inaequifolium Elmer
- Elatostema inaequilobum Ridl.
- Elatostema insulare A. C. Sm.
- Elatostema intanondense Q. Lin
- Elatostema integrifolium (D. Don) Wedd.
- Elatostema involucratum Franch. & Sav.
- Elatostema iridense Quisumb.
- Elatostema jaheri H. Schröter
- Elatostema jianshanicum W. T. Wang
- Elatostema jingxiense W. T. Wang & Y. G. Wei
- Elatostema jinpingense W. T. Wang
- Elatostema junghuhnianum Miq.
- Elatostema kachiense W. T. Wang
- Elatostema kalingaense Merr.
- Elatostema kesselii H. Schröter
- Elatostema kimhyense Y. G. Wei & T. V. Do
- Elatostema kinabaluense L. S. Gibbs
- Elatostema kraemeri Reinecke
- Elatostema krauseanum H. Schröter
- Elatostema kuchingense H. Schröter
- Elatostema kupeiense Perry
- Elatostema kusaiense Kanehira
- Elatostema laevicaule W. T. Wang, A. K. Monro & Y. G. Wei
- Elatostema laevissimum W. T. Wang
- Elatostema lagunense C. B. Rob.
- Elatostema lanaense C. B. Rob.
- Elatostema lancifolium Wedd.
- Elatostema lasiocephalum W. T. Wang
- Elatostema lasioneurum H. Hall. ex H. Schröter
- Elatostema latistipulum W. T. Wang & Z. Y. Wu
- Elatostema latitepalum W. T. Wang
- Elatostema lauterbachii H. Winkl.
- Elatostema laxicymosum W. T. Wang
- Elatostema laxiflorum H. Hall. ex H. Schröter
- Elatostema laxisericeum W. T. Wang
- Elatostema ledermannii H. Winkl.
- Elatostema leucocephalum W. T. Wang
- Elatostema liboense W. T. Wang
- Elatostema lignescens H. Hall. ex H. Hall.
- Elatostema lignosum Merr.
- Elatostema lihengianum W. T. Wang
- Elatostema lilyanum Rechinger
- Elatostema lineare Stapf
- Elatostema linearicorniculatum W. T. Wang
- Elatostema lineolatum Wight
- Elatostema lingelsheimii H. Winkl.
- Elatostema lingua H. Schröter
- Elatostema lithoneurum Stapf
- Elatostema litseifolium W. T. Wang
- Elatostema lonchophyllum H. Schröter
- Elatostema longibracteatum W. T. Wang
- Elatostema longicaudatum A. J. C. Grierson & D. G. Long
- Elatostema longiciliatum W. T. Wang
- Elatostema longicollum H. Winkl.
- Elatostema longicuspe W. T. Wang & Y. G. Wei
- Elatostema longifolium Wedd.
- Elatostema longipedunculatum Elmer
- Elatostema longipes W. T. Wang
- Elatostema longirostre Ridl.
- Elatostema longistipulum Hand.-Mazz.
- Elatostema longitepalum W. T. Wang
- Elatostema luchunense W. T. Wang
- Elatostema lui W. T. Wang, Y. G. Wei & A. K. Monro
- Elatostema lungzhouense W. T. Wang
- Elatostema luoi W. T. Wang
- Elatostema lushuiheense W. T. Wang
- Elatostema lutescens C. B. Rob.
- Elatostema luxiense W. T. Wang
- Elatostema luzonense C. B. Rob.
- Elatostema mabienense W. T. Wang
- Elatostema macgregorii Merr.
- Elatostema machaerophyllum H. Hall.
- Elatostema macintyrei Dunn
- Elatostema macroceras (Gagnep.) Karthik. & V. S. Kumar
- Elatostema macrophyllum Brongn.
- Elatostema macropus H. Winkl.
- Elatostema madagascariense Wedd.
- Elatostema magniauriculatum L. D. Duan & Yun Lin
- Elatostema maguanense W. T. Wang
- Elatostema malacotrichum W. T. Wang & Y. G. Wei
- Elatostema malipoense W. T. Wang & Z. Y. Wu
- Elatostema manhaoense W. T. Wang
- Elatostema manillense Wedd. ex H. Schröter
- Elatostema mannii Wedd.
- Elatostema maraiparaiense R. S. Beaman & Cellin.
- Elatostema mashanense W. T. Wang & Y. G. Wei
- Elatostema medogense W. T. Wang
- Elatostema megacephalum W. T. Wang
- Elatostema megaphyllum H. Schröter
- Elatostema melanocarpum W. T. Wang
- Elatostema melanocephalum W. T. Wang
- Elatostema melanoceras W. T. Wang
- Elatostema melanophyllum W. T. Wang
- Elatostema menghaiense W. T. Wang
- Elatostema menglunense W. T. Wang & G. D. Tao
- Elatostema microcarpum W. T. Wang & Y. G. Wei
- Elatostema microcephalanthum Hayata
- Elatostema microdontum W. T. Wang
- Elatostema microphyllum Elmer
- Elatostema microprocris H. Hall. ex H. Schröter
- Elatostema microtrichum W. T. Wang
- Elatostema mindanaense (C. B. Rob.) H. Schröter
- Elatostema minus H. Hall. ex H. Schröter
- Elatostema minutifurfuraceum W. T. Wang
- Elatostema molle Wedd.
- Elatostema monandrum (D. Don) H. Hara
- Elatostema mongiensis Lauterbach
- Elatostema montanum Endl.
- Elatostema monticola Hook. fil.
- Elatostema morobense Perry
- Elatostema multicanaliculatum B. L. Shih & Yuen P. Yang
- Elatostema multicaule W. T. Wang, Y. G. Wei & A. K. Monro
- Elatostema multinervium (Merr.) H. Schröter
- Elatostema myrtillus (H. Lév.) Hand.-Mazz.
- Elatostema nanchuanense W. T. Wang
- Elatostema napoense W. T. Wang
- Elatostema nasutum Hook. fil.
- Elatostema nemorosum Seem.
- Elatostema neriifolium W. T. Wang & Z. Y. Wu
- Elatostema nianbense W. T. Wang, Y. G. Wei & A. K. Monro
- Elatostema nigrescens Miq.
- Elatostema nigribracteatum W. T. Wang & Y. G. Wei
- Elatostema novoguineense Warb.
- Elatostema oblanceolatum C. B. Rob.
- Elatostema obliquifolium Reinecke
- Elatostema oblongifolium Fu
- Elatostema obovatum Wedd.
- Elatostema obscurinerve W. T. Wang
- Elatostema obtusidentatum W. T. Wang
- Elatostema obtusiusculum C. B. Rob.
- Elatostema obtusum Wedd.
- Elatostema odontopterum W. T. Wang
- Elatostema oligophlebium W. T. Wang, Y. G. Wei & L. F. Fu
- Elatostema oligotrichum W. T. Wang
- Elatostema omeiense W. T. Wang
- Elatostema oppositum Q. Lin & Y. M. Shui
- Elatostema oreocnidioides W. T. Wang
- Elatostema ornithorrhynchum W. T. Wang
- Elatostema oxyodontum W. T. Wang
- Elatostema pachycephalum W. T. Wang
- Elatostema pachyceras W. T. Wang
- Elatostema paivaeanum Wedd.
- Elatostema palawanense C. B. Rob.
- Elatostema pallidinerve W. T. Wang
- Elatostema palustre A. C. Sm.
- Elatostema panayense Merr.
- Elatostema papillosum Wedd.
- Elatostema paracuminatum W. T. Wang
- Elatostema parvioides W. T. Wang
- Elatostema parvum (Bl.) Miq.
- Elatostema paucicystatum H. Schröter
- Elatostema paucifolium W. T. Wang
- Elatostema paxii Reinecke
- Elatostema pedicellatum L. S. Gibbs
- Elatostema pellionioides W. T. Wang
- Elatostema penibukanense L. S. Gibbs
- Elatostema penninerve H. Schröter
- Elatostema peperomioides H. Winkl.
- Elatostema pergameneum W. T. Wang
- Elatostema perlongifolium Elmer
- Elatostema perpusillum Perry
- Elatostema petelotii Gagnep.
- Elatostema petiolare W. T. Wang
- Elatostema petiolatum H. Hall. ex H. Schröter
- Elatostema phanerophlebium W. T. Wang & Y. G. Wei
- Elatostema philippinense Elmer
- Elatostema pianmaense W. T. Wang
- Elatostema pilosum Merr.
- Elatostema pingbianense W. T. Wang
- Elatostema pinnatinervium Elmer
- Elatostema pinnativenium R. S. Beaman & Cellin.
- Elatostema planinerve W. T. Wang & Y. G. Wei
- Elatostema platycarpum Perry
- Elatostema platyceras W. T. Wang
- Elatostema platyphyllum Wedd.
- Elatostema pleiophlebium W. T. Wang & Z. Y. Wu
- Elatostema plumbeum C. B. Rob.
- Elatostema podophyllum Wedd.
- Elatostema polioneurum H. Hall. ex H. Hall.
- Elatostema polypodioides Ridl.
- Elatostema polystachyoides W. T. Wang
- Elatostema poteriifolium Ridl.
- Elatostema procridifolium (Kurz) Karthik. & V. S. Kumar
- Elatostema procridioides Wedd.
- Elatostema prunifolium W. T. Wang
- Elatostema pseudobrachyodontum W. T. Wang
- Elatostema pseudocuspidatum W. T. Wang
- Elatostema pseudodissectum W. T. Wang
- Elatostema pseudoficoides W. T. Wang
- Elatostema pseudolongipes W. T. Wang & Y. G. Wei
- Elatostema pseudonanchuanense W. T. Wang
- Elatostema pseudonasutum W. T. Wang
- Elatostema pseudooblongifolium W. T. Wang
- Elatostema pseudoplatyphyllum W. T. Wang
- Elatostema pubipes W. T. Wang
- Elatostema pulchellum C. B. Rob.
- Elatostema pulleanum H. Winkl.
- Elatostema purpurascens R. S. Beaman & Cellin.
- Elatostema purpureolineolatum W. T. Wang
- Elatostema purpureum C. B. Rob.
- Elatostema pusillum C. B. Clarke ex Hook. fil.
- Elatostema pycnodontum W. T. Wang
- Elatostema quadribracteatum W. T. Wang
- Elatostema quinquetepalum W. T. Wang
- Elatostema raapii H. Schröter
- Elatostema ramosissimum Reinecke
- Elatostema ramosum W. T. Wang
- Elatostema ranongense T. Yahara
- Elatostema recticaudatum W. T. Wang
- Elatostema recurviramum W. T. Wang & Y. G. Wei
- Elatostema reiterianum H. Winkl.
- Elatostema reticulatum Wedd.
- Elatostema retinervium Perry
- Elatostema retrohirtum Dunn
- Elatostema retrorstrigulosum W. T. Wang, Y. G. Wei & A. K. Monro
- Elatostema retrostrigulosoides W. T. Wang
- Elatostema rhizomatosum (Gagnep.) Q. Lin
- Elatostema rhombiforme W. T. Wang
- Elatostema ridleyanum H. Schröter
- Elatostema rigidum Wedd.
- Elatostema rivulare B. L. Shih & Yuen P. Yang
- Elatostema robinsonii Merr.
- Elatostema robustipes W. T. Wang, F. Wen & Y. G. Wei
- Elatostema ronganense W. T. Wang & Y. G. Wei
- Elatostema rostratum (Bl.) Hassk & H. Schröter
- Elatostema rubrostipulatum L. S. Gibbs
- Elatostema rudicaule H. Winkl.
- Elatostema rugosum A. Cunn.
- Elatostema rupestre (Buch.-Ham. ex D. Don) Wedd.
- Elatostema salomonense Perry
- Elatostema salvinioides W. T. Wang
- Elatostema samarense (Merr.) Merr.
- Elatostema samoense Reinecke
- Elatostema scabriusculum Setchell
- Elatostema scapigerum C. B. Rob.
- Elatostema scaposum Q. Lin & L. D. Duan
- Elatostema schizocephalum W. T. Wang
- Elatostema schizodiscum W. T. Wang & Y. G. Wei
- Elatostema schroeteri Perry
- Elatostema seemannianum A. C. Sm.
- Elatostema septemcostatum W. T. Wang & Z. Y. Wu
- Elatostema septemflorum W. T. Wang
- Elatostema serpentinicola R. S. Beaman & Cellin.
- Elatostema serra H. Winkl.
- Elatostema serratifolium Elmer
- Elatostema sessile J. R. Forster & G. Forster
- Elatostema setulosum W. T. Wang
- Elatostema sexcostatum W. T. Wang, C. X. He & L. F. Fu
- Elatostema shanglinense W. T. Wang
- Elatostema shuii W. T. Wang
- Elatostema sikkimense C. B. Clarke
- Elatostema simaoense W. T. Wang
- Elatostema simianshanicum W. T. Wang
- Elatostema simplicissimum Q. Lin
- Elatostema simulans C. B. Rob.
- Elatostema sinense H. Schröter
- Elatostema sinopurpureum W. T. Wang
- Elatostema sinuatum (BI.) Hassk.
- Elatostema smilacinum H. Hall. ex H. Schröter
- Elatostema sorsogonense Elmer
- Elatostema spinulosum Elmer
- Elatostema stellatum Hook. fil.
- Elatostema stenocarpum (Wedd.) H. Hall.
- Elatostema stenophyllum Merr.
- Elatostema stewardii Merr.
- Elatostema stigmatosum W. T. Wang
- Elatostema stipitatum Wedd.
- Elatostema stoloniforme Kanehira
- Elatostema strictum Reinecke
- Elatostema strigillosum B. L. Shih & Yuen P. Yang
- Elatostema strigosum (BI.) Hassk.
- Elatostema strigulosum W. T. Wang
- Elatostema subcoriaceum B. L. Shih & Yuen P. Yang
- Elatostema subcuspidatum W. T. Wang
- Elatostema subfavosum Leandri
- Elatostema subincisum Wedd.
- Elatostema subintegrum H. Winkl.
- Elatostema sublaxum (Elmer) H. Schröter
- Elatostema sublignosum C. B. Rob.
- Elatostema sublineare W. T. Wang
- Elatostema suborbiculare Merr.
- Elatostema subpenninerve W. T. Wang
- Elatostema subscabrum H. Schröter
- Elatostema subtrichotomum W. T. Wang
- Elatostema subvillosum H. Schröter
- Elatostema sukungianum W. T. Wang
- Elatostema surigaoense Elmer
- Elatostema suzukii Yamazaki
- Elatostema sylvanum Ridl.
- Elatostema tenellum A. C. Sm.
- Elatostema tenuibracteatum W. T. Wang
- Elatostema tenuicaudatoides W. T. Wang
- Elatostema tenuicaudatum W. T. Wang
- Elatostema tenuicaule H. Winkl.
- Elatostema tenuicornutum W. T. Wang
- Elatostema tenuifolium W. T. Wang
- Elatostema tenuinerve W. T. Wang & Y. G. Wei
- Elatostema tenuireceptaculum W. T. Wang
- Elatostema tenuistipulatum H. Schröter
- Elatostema tenumpokense L. S. Gibbs
- Elatostema tetratepalum W. T. Wang
- Elatostema thalictroides Stapf.
- Elatostema thomense Henriques
- Elatostema tianeense W. T. Wang & Y. G. Wei
- Elatostema tianlinense W. T. Wang
- Elatostema tiechangense L. F. Fu, Y. G. Wei & A. K. Monro
- Elatostema tomentosum Wedd.
- Elatostema tricaule W. T. Wang
- Elatostema trichanthum Lauterb.
- Elatostema trichocarpum Hand.-Mazz.
- Elatostema trichomanes H. Winkl.
- Elatostema trichotomum W. T. Wang
- Elatostema tricostatum W. T. Wang
- Elatostema tricuspe H. Winkl.
- Elatostema tridens Perry
- Elatostema tritepalum W. T. Wang
- Elatostema truncicolum H. Winkl.
- Elatostema tutuilense W. A. Whistler
- Elatostema umbellatum (Sieb. & Zucc.) Bl.
- Elatostema umbrinum Elmer
- Elatostema urvilleanum Brongn.
- Elatostema utakwaense H. Schröter
- Elatostema variabile C. B. Rob.
- Elatostema variegatum C. B. Rob.
- Elatostema variolaminosum H. Schröter
- Elatostema velutinicaule H. Winkl.
- Elatostema vicinum Perry
- Elatostema vietnamense Q. Lin & L. D. Duan
- Elatostema villosum B. L. Shih & Yuen P. Yang
- Elatostema viridescens Elmer
- Elatostema viridibracteolatum W. T. Wang
- Elatostema viridicarinatum W. T. Wang
- Elatostema viridicostatum W. T. Wang & Z. Y. Wu
- Elatostema viridinerve W. T. Wang
- Elatostema viridissimum Rechinger
- Elatostema vitiense (A. Gray ex Wedd.) A. C. Sm.
- Elatostema volubile (Elmer) H. Schröter
- Elatostema walkerae Hook. fil.
- Elatostema wangii Q. Lin & L. D. Duan
- Elatostema weii W. T. Wang
- Elatostema welwitschii Engl.
- Elatostema wenshanense W. T. Wang
- Elatostema wenxienense W. T. Wang & Z. X. Peng
- Elatostema wenzelii H. Schröter
- Elatostema whartonense Perry
- Elatostema whitfordii Merr.
- Elatostema wightii Hook. fil.
- Elatostema winkleri-huberti H. Schröter
- Elatostema wugangense W. T. Wang
- Elatostema xanthophyllum W. T. Wang
- Elatostema xanthotrichum W. T. Wang & Y. G. Wei
- Elatostema xichouense W. T. Wang
- Elatostema yachense W. T. Wang, Y. G. Wei & A. K. Monro
- Elatostema yakushimense Hatusima
- Elatostema yangbiense W. T. Wang
- Elatostema yaoshanense W. T. Wang
- Elatostema yenii St. John
- Elatostema yonakuniense Hatusima
- Elatostema yongtianianum W. T. Wang
- Elatostema youyangense W. T. Wang
- Elatostema yulense H. Hall.
- Elatostema yungshunense W. T. Wang
- Elatostema zamboangense Merr.
- Elatostema zhenyuanense W. T. Wang & Z. Y. Wu

Selon ITIS (22 février 2019) :
- Elatostema calcareum Merr.
- Elatostema grandifolium Reinecke

Selon NCBI (22 février 2019) :
- Elatostema acuminatum
- Elatostema acuteserratum
- Elatostema albopilosum
- Elatostema atropurpureum
- Elatostema backeri
- Elatostema crassiusculum
- Elatostema cuneatum
- Elatostema curtisii
- Elatostema cuspidatum
  - variété Elatostema cuspidatum var. cuspidatum
- Elatostema cyrtandrifolium
  - variété Elatostema cyrtandrifolium var. cyrtandrifolium
- Elatostema densistriolatum
- Elatostema dissectum
- Elatostema edule
- Elatostema ficoides
- Elatostema garrettii
- Elatostema grande
- Elatostema hirtellipedunculatum
- Elatostema hybrid cultivar
- Elatostema hypoglaucum
- Elatostema insulare
- Elatostema involucratum
- Elatostema laevissimum
  - variété Elatostema laevissimum var. laevissimum
- Elatostema lineolatum
  - variété Elatostema lineolatum var. major
- Elatostema longibracteatum
- Elatostema macintyrei
- Elatostema macrophyllum
- Elatostema microcephalanthum
- Elatostema monandrum
- Elatostema nasutum
  - variété Elatostema nasutum var. nasutum
- Elatostema nigrescens
- Elatostema oblongifolium
- Elatostema obtusum
  - variété Elatostema obtusum var. obtusum
- Elatostema parasiticum
- Elatostema parvum
  - variété Elatostema parvum var. parvum
- Elatostema pedunculosum
- Elatostema petelotii
- Elatostema platyphylloides
- Elatostema platyphyllum
- Elatostema raapii
- Elatostema reticulatum
- Elatostema retrohirtum
- Elatostema rivulare
- Elatostema rostratum
- Elatostema rugosum
- Elatostema salvinioides
  - variété Elatostema salvinioides var. robustum
- Elatostema sesquifolium
- Elatostema sinuatum
- Elatostema stewardii
- Elatostema stipitatum
- Elatostema strigillosum
- Elatostema strigosum
- Elatostema subcoriaceum
- Elatostema sublineare
- Elatostema subtrichotomum
  - variété Elatostema subtrichotomum var. subtrichotomum
- Elatostema tenuicaudatum
  - variété Elatostema tenuicaudatum var. tenuicaudatum
- Elatostema trilobulatum
- Elatostema umbellatum
  - variété Elatostema umbellatum var. majus
- Elatostema villosum
- Elatostema yakushimense

Selon The Plant List (22 février 2019) :
- Elatostema abangense Amshoff
- Elatostema acrophilum C.B.Rob.
- Elatostema actinotrichum W.T.Wang
- Elatostema acuminatissimum Merr.
- Elatostema acuminatum (Poir.) Brongn.
- Elatostema acutiserratum B.L.Shih & Yuen P.Yang
- Elatostema acutitepalum W.T.Wang
- Elatostema agusanense Elmer
- Elatostema albopilosoides Q.Lin & L.D.Duan
- Elatostema albopilosum W.T.Wang
- Elatostema albovillosum W.T.Wang
- Elatostema aliferum W.T.Wang
- Elatostema alnifolium W.T.Wang
- Elatostema ambiguum (Wedd.) Hallier f.
- Elatostema angulare H.J.P.Winkl.
- Elatostema angulaticaule W.T.Wang & Y.G.Wei
- Elatostema angulosum W.T.Wang
- Elatostema angustatum C.B.Rob.
- Elatostema angustifolium Reinecke
- Elatostema angustitepalum W.T.Wang
- Elatostema annulatum H.J.P.Winkl.
- Elatostema antonii Elmer
- Elatostema apoense Elmer
- Elatostema appendiculatum Merr.
- Elatostema arcuans Dunn
- Elatostema articulatum H.J.P.Winkl.
- Elatostema asterocephalum W.T.Wang
- Elatostema atropurpureum Gagnep.
- Elatostema atroviride W.T.Wang
- Elatostema attenuatoides W.T.Wang
- Elatostema attenuatum W.T.Wang
- Elatostema auriculatifolium R.S.Beaman & Cellin.
- Elatostema auriculatum W.T.Wang
- Elatostema australe (Wedd.) Hallier f.
- Elatostema baiseense W.T.Wang
- Elatostema balansae Gagnep.
- Elatostema banahaense C.B.Rob.
- Elatostema barbarufa H.J.P.Winkl.
- Elatostema barbatum H.Schroet.
- Elatostema baruringense Elmer
- Elatostema basiandrum Reinecke
- Elatostema baviense Gagnep.
- Elatostema beccarii H.Schroet.
- Elatostema beibengense W.T.Wang
- Elatostema belense L.M.Perry
- Elatostema benguetense C.B.Rob.
- Elatostema bidiense H.Schroet.
- Elatostema biglomeratum W.T.Wang
- Elatostema binatum W.T.Wang & Y.G.Wei
- Elatostema binerve W.T.Wang
- Elatostema blechnoides Ridl.
- Elatostema boehmerioides W.T.Wang
- Elatostema boholense Quisumb. & Merr.
- Elatostema bojongense H.Schroet.
- Elatostema bontocense Merr.
- Elatostema borneense H.Schroet.
- Elatostema brachyodontum (Hand.-Mazz.) W.T.Wang
- Elatostema brachyurum Hallier f.
- Elatostema bracteosum W.T.Wang
- Elatostema breviacuminatum W.T.Wang
- Elatostema brevipedunculatum W.T.Wang
- Elatostema brongniartianum Wedd.
- Elatostema brunneinerve W.T.Wang
- Elatostema brunneolum Elmer
- Elatostema brunonianum Quisumb.
- Elatostema buderi H.Schroet.
- Elatostema bulbiferum Kurz
- Elatostema bulbothrix Stapf
- Elatostema bullatum R.S.Beaman & Cellin.
- Elatostema bulusanense Elmer
- Elatostema burmanicum (Hook.f.) Hallier f.
- Elatostema calcareum Merr.
- Elatostema calciferum W.T.Wang
- Elatostema calophyllum Rech.
- Elatostema capizense Merr.
- Elatostema catalonanum (C.B.Rob.) H.Schroet.
- Elatostema catanduanense Merr.
- Elatostema cataractum L.D.Duan & Q.Lin
- Elatostema caudatum Hallier f.
- Elatostema cauliflorum H.J.P.Winkl.
- Elatostema celaticaule Ridl.
- Elatostema cheirophyllum C.B.Rob.
- Elatostema ciliatum C.B.Clarke ex Hook.f.
- Elatostema clarkei Hook.f.
- Elatostema clemensii H.Schroet.
- Elatostema colaniae Gagnep.
- Elatostema comptonioides A.C.Sm.
- Elatostema conduplicatum W.T.Wang
- Elatostema contiguum C.B.Rob.
- Elatostema coriaceifolium W.T.Wang
- Elatostema cornutum Wedd.
- Elatostema crassiusculum W.T.Wang
- Elatostema crenatum W.T.Wang
- Elatostema crispulum W.T.Wang
- Elatostema cultratum W.T.Wang
- Elatostema cuneatum Wight
- Elatostema cuneiforme W.T.Wang
- Elatostema cupreoviride Rech.
- Elatostema cupulare H.J.P.Winkl.
- Elatostema curtisii (Ridl.) H.Schroet.
- Elatostema curvitepalum L.M.Perry
- Elatostema cuspidatum Wight
- Elatostema cyrtandra H.J.P.Winkl.
- Elatostema cyrtandrifolium (Zoll. & Moritzi) Miq.
- Elatostema cyrtophyllum Hallier f. ex H.Schroet.
- Elatostema dallasense R.S.Beaman & Cellin.
- Elatostema decipiens Wedd.
- Elatostema decurrens H.J.P.Winkl.
- Elatostema delicatum Elmer
- Elatostema dersum H.J.P.Winkl.
- Elatostema didymocephalum W.T.Wang
- Elatostema dielsii H.Schroet.
- Elatostema discolor C.B.Rob.
- Elatostema dissectoides W.T.Wang
- Elatostema dissectum Wedd.
- Elatostema divaricatum (Gaudich.) Fosberg
- Elatostema diversilimbum Merr.
- Elatostema doormanianum H.J.P.Winkl.
- Elatostema drepanophyllum H.Schroet.
- Elatostema dulongense W.T.Wang
- Elatostema duyunense W.T.Wang & Y.G.Wei
- Elatostema edanoii Merr.
- Elatostema elegans H.J.P.Winkl.
- Elatostema ellipticum Wedd.
- Elatostema elmeri Merr.
- Elatostema eludens L.M.Perry
- Elatostema engleri Reinecke
- Elatostema epallocaulum A.C.Sm.
- Elatostema erectum H.Schroet.
- Elatostema eriocephalum W.T.Wang
- Elatostema euphlebium Merr.
- Elatostema eurhynchum Miq.
- Elatostema fagifolium (Poir.) Gaudich.
- Elatostema falcatum Hallier f.
- Elatostema falcifolium H.Schroet.
- Elatostema feddeanum H.Schroet.
- Elatostema fengshanense W.T.Wang & Y.G.Wei
- Elatostema fenkolense Hosok.
- Elatostema ferrugineum W.T.Wang
- Elatostema ficoides Wedd.
- Elatostema filicinum Ridl.
- Elatostema filicoides (Seem.) Schröt.
- Elatostema filipes W.T.Wang
- Elatostema finisterrae Warb.
- Elatostema flavovirens R.S.Beaman & Cellin.
- Elatostema flumineorupestre Hosok.
- Elatostema fragile H.J.P.Winkl.
- Elatostema fruticosum Gibbs
- Elatostema fruticulosum K.Schum.
- Elatostema funingense W.T.Wang
- Elatostema funkii Reinecke
- Elatostema garrettii Yahara
- Elatostema gibbsiae R.S.Beaman
- Elatostema gillespiei A.C.Sm.
- Elatostema gitingense Elmer
- Elatostema glaberrimum H.Schroet.
- Elatostema glabratum Elmer
- Elatostema glaucescens Wedd.
- Elatostema glomeratum C.B.Rob.
- Elatostema goniocephalum W.T.Wang
- Elatostema goudotianum Wedd.
- Elatostema gracile Hassk.
- Elatostema gracilifolium Merr.
- Elatostema gracilipes (C.B.Rob.) H.Schroet.
- Elatostema graeffei Reinecke
- Elatostema grammicum L.M.Perry
- Elatostema grande (Wedd.) P.S.Green
- Elatostema grandidentatum W.T.Wang
- Elatostema grandifolium Reinecke
- Elatostema greenwoodii A.C.Sm.
- Elatostema griffithii Hook.f.
- Elatostema grueningii H.J.P.Winkl.
- Elatostema gueilinense W.T.Wang
- Elatostema gungshanense W.T.Wang
- Elatostema gyrocephalum W.T.Wang & Y.G.Wei
- Elatostema halconense C.B.Rob.
- Elatostema hallieri H.J.P.Winkl.
- Elatostema halophyllum Merr.
- Elatostema hanseatum H.Schroet.
- Elatostema hastatum Elmer
- Elatostema hechiense W.T.Wang & Y.G.Wei
- Elatostema hekouense W.T.Wang
- Elatostema helferianum (Wedd.) Hallier f.
- Elatostema heterophyllum C.B.Rob.
- Elatostema himantophyllum H.Schroet.
- Elatostema hirsutum Miq.
- Elatostema hirtellipedunculata B.L.Shih & Yuen P.Yang
- Elatostema hirtellum (W.T.Wang) W.T.Wang
- Elatostema hirtum (Ridl.) H.Schroet.
- Elatostema hoelscherianum H.J.P.Winkl.
- Elatostema hoffmannianum H.J.P.Winkl.
- Elatostema hookerianum Wedd.
- Elatostema huanjiangense W.T.Wang & Y.G.Wei
- Elatostema humblotii Baill.
- Elatostema humile A.C.Sm.
- Elatostema hymenophyllum H.J.P.Winkl.
- Elatostema hypoglaucum B.L.Shih & Yuen P.Yang
- Elatostema ichangense H.Schroet.
- Elatostema imbricans Dunn
- Elatostema inaequifolium Elmer
- Elatostema inaequilobum Ridl.
- Elatostema inconstans L.M.Perry
- Elatostema insigne Hallier f.
- Elatostema insulare A.C.Sm.
- Elatostema integrifolium (D.Don) Wedd.
- Elatostema involucratum Franch. & Sav.
- Elatostema iridense Quisumb.
- Elatostema jaheri H.Schroet.
- Elatostema janowskyi H.J.P.Winkl.
- Elatostema jianshanicum W.T.Wang
- Elatostema jinpingense W.T.Wang
- Elatostema junghuhnianum Miq.
- Elatostema kabayense (Gibbs) H.Schroet.
- Elatostema kalingaense Merr.
- Elatostema kesselii H.Schroet.
- Elatostema kietanum Rech.
- Elatostema kinabaluense Gibbs
- Elatostema kraemeri Reinecke
- Elatostema krauseanum H.Schroet.
- Elatostema kuchingense H.Schroet.
- Elatostema kupeiense L.M.Perry
- Elatostema kusaiense Kaneh.
- Elatostema laciniatum Elmer
- Elatostema laetevirens Makino
- Elatostema laevissimum W.T.Wang
- Elatostema lagunense C.B.Rob.
- Elatostema lanaense C.B.Rob.
- Elatostema lanceolatum H.J.P.Winkl.
- Elatostema lancifolium Wedd.
- Elatostema lasiocephalum W.T.Wang
- Elatostema lasioneurum Hallier f. ex H.Schroet.
- Elatostema lauterbachii H.J.P.Winkl.
- Elatostema laxicymosum W.T.Wang
- Elatostema laxiflorum Hallier f. ex H.Schroet.
- Elatostema laxisericeum W.T.Wang
- Elatostema ledermannii H.J.P.Winkl.
- Elatostema lepidotulum Miq.
- Elatostema leucocephalum W.T.Wang
- Elatostema liboense W.T.Wang
- Elatostema lignescens Hallier f.
- Elatostema lignosum Merr.
- Elatostema lihengianum W.T.Wang
- Elatostema lilyanum Rech.
- Elatostema lineare Stapf
- Elatostema lineolatum Wight
- Elatostema lingelsheimii H.J.P.Winkl.
- Elatostema lingua H.Schroet.
- Elatostema lithoneurum Stapf
- Elatostema litseifolium W.T.Wang
- Elatostema lonchophyllum H.Schroet.
- Elatostema longibracteatum W.T.Wang
- Elatostema longicaudatum Grierson & D.G.Long
- Elatostema longicollum H.J.P.Winkl.
- Elatostema longifolium Wedd.
- Elatostema longipedunculatum Elmer
- Elatostema longipes W.T.Wang
- Elatostema longirostre Ridl.
- Elatostema longistipulum Hand.-Mazz.
- Elatostema luchunense W.T.Wang
- Elatostema lungzhouense W.T.Wang
- Elatostema lutescens C.B.Rob.
- Elatostema luxiense W.T.Wang
- Elatostema luzonense C.B.Rob.
- Elatostema mabienense W.T.Wang
- Elatostema macgregorii Merr.
- Elatostema machaerophyllum Hallier f.
- Elatostema macintyrei Dunn
- Elatostema macrophllyum Brongn.
- Elatostema macropus H.J.P.Winkl.
- Elatostema maculatum Gaudich.
- Elatostema madagascariense Wedd.
- Elatostema mafuluense L.M.Perry
- Elatostema maguanense W.T.Wang
- Elatostema malacotrichum W.T.Wang & Y.G.Wei
- Elatostema manhaoense W.T.Wang
- Elatostema manillense Wedd.
- Elatostema mannii Wedd.
- Elatostema maquilingense Elmer
- Elatostema maraiparaiense R.S.Beaman & Cellin.
- Elatostema mashanense W.T.Wang & Y.G.Wei
- Elatostema medogense W.T.Wang
- Elatostema megacephalum W.T.Wang
- Elatostema megaphyllum H.Schroet.
- Elatostema melanophyllum W.T.Wang
- Elatostema menglunense W.T.Wang & G.D.Tao
- Elatostema mesargyreum Hallier f.
- Elatostema microcarpum W.T.Wang & Y.G.Wei
- Elatostema microcephalanthum Hayata
- Elatostema microdontum W.T.Wang
- Elatostema microphyllum Elmer
- Elatostema microprocris Hallier f. ex H.Schroet.
- Elatostema microtrichum W.T.Wang
- Elatostema mindanaense (C.B.Rob.) H.Schroet.
- Elatostema minus Hallier f. ex H.Schroet.
- Elatostema minutiflorum H.J.P.Winkl.
- Elatostema minutifurfuraceum W.T.Wang
- Elatostema molle Wedd.
- Elatostema monandrum (Buch.-Ham. ex D.Don) H.Hara
- Elatostema mongiensis Lauterb.
- Elatostema montanum Endl.
- Elatostema monticola Hook.f.
- Elatostema morobense L.M.Perry
- Elatostema multicanaliculatum B.L.Shih & Yuen P.Yang
- Elatostema multinervium (Merr.) H.Schroet.
- Elatostema myrtillus (H.Lév.) Hand.-Mazz.
- Elatostema nanchuanense W.T.Wang
- Elatostema napoense W.T.Wang
- Elatostema nasutum Hook.f.
- Elatostema nemorosum Seem.
- Elatostema nigrescens Miq.
- Elatostema nigribracteatum W.T.Wang & Y.G.Wei
- Elatostema novae-britanniae Lauterb.
- Elatostema novoguineense Warb.
- Elatostema oblanceolatum C.B.Rob.
- Elatostema obliquifolium Reinecke
- Elatostema oblongifolium S.H.Fu
- Elatostema obovatum Wedd.
- Elatostema obscurinerve W.T.Wang
- Elatostema obtusidentatum W.T.Wang
- Elatostema obtusiusculum C.B.Rob.
- Elatostema obtusum Wedd.
- Elatostema oligodon Quisumb.
- Elatostema omeiense W.T.Wang
- Elatostema oreocnidioides W.T.Wang
- Elatostema oshimense (Hatus.) T.Yamaz.
- Elatostema pachyceras W.T.Wang
- Elatostema pachypodum Diels
- Elatostema pacificum Elmer
- Elatostema paivaeanum Wedd.
- Elatostema pajawanense C.B.Rob.
- Elatostema palustre A.C.Sm.
- Elatostema panayense Merr.
- Elatostema papillosum Wedd.
- Elatostema paracuminatum W.T.Wang
- Elatostema paramelanum H.J.P.Winkl.
- Elatostema parasiticum (Blume) Blume ex H.Schroet.
- Elatostema parvum (Blume) Blume ex Miq.
- Elatostema paucicystatum H.Schroet.
- Elatostema pauperatum H.J.P.Winkl.
- Elatostema paxii Reinecke
- Elatostema pedicellatum Gibbs
- Elatostema peltifolium (Ridl.) H.J.P.Winkl.
- Elatostema penibukanense Gibbs
- Elatostema penninerve H.Schroet.
- Elatostema peperomioides H.J.P.Winkl.
- Elatostema pergameneum W.T.Wang
- Elatostema perlongifolium Elmer
- Elatostema perpusillum L.M.Perry
- Elatostema petelotii Gagnep.
- Elatostema petiolatum Hallier f. ex H.Schroet.
- Elatostema phanerophlebium W.T.Wang & Y.G.Wei
- Elatostema philippinense Elmer
- Elatostema pictum Hallier f.
- Elatostema piliferum H.J.P.Winkl.
- Elatostema pilosum Merr.
- Elatostema piluliferum H.Lév.
- Elatostema pinnatinervium Elmer
- Elatostema pinnativenium R.S.Beaman & Cellin.
- Elatostema platycarpum L.M.Perry
- Elatostema platyceras W.T.Wang
- Elatostema platyphyllum Wedd.
- Elatostema plumbeum C.B.Rob.
- Elatostema podophyllum Wedd.
- Elatostema polioneurum Hallier f.
- Elatostema polypodioides Ridl.
- Elatostema polystachyoides W.T.Wang
- Elatostema poteriifolium Ridl.
- Elatostema procridioides Wedd.
- Elatostema prunifolium W.T.Wang
- Elatostema pseudobrachyodontum W.T.Wang
- Elatostema pseudocuspidatum W.T.Wang
- Elatostema pseudodissectum W.T.Wang
- Elatostema pseudoficoides W.T.Wang
- Elatostema pubipes W.T.Wang
- Elatostema pulchellum C.B.Rob.
- Elatostema pulleanum H.J.P.Winkl.
- Elatostema punctatum (Buch.-Ham. ex D.Don) Wedd.
- Elatostema purpurascens R.S.Beaman & Cellin.
- Elatostema purpureum C.B.Rob.
- Elatostema pusillum C.B.Clarke ex Hook.f.
- Elatostema pycnodontum W.T.Wang
- Elatostema quinquecostatum W.T.Wang
- Elatostema raapii H.Schroet.
- Elatostema ramosissimum Reinecke
- Elatostema ramosum W.T.Wang
- Elatostema ranongense Yahara
- Elatostema rectangulare H.J.P.Winkl.
- Elatostema recticaudatum W.T.Wang
- Elatostema reiterianum H.J.P.Winkl.
- Elatostema reticulatovenosum Hallier f.
- Elatostema reticulatum Wedd.
- Elatostema retinervium L.M.Perry
- Elatostema retrohirtum Dunn
- Elatostema rhombiforme W.T.Wang
- Elatostema ridleyanum H.Schroet.
- Elatostema rigidum Wedd.
- Elatostema rivulare B.L.Shih & Yuen P.Yang
- Elatostema robinsonii Merr.
- Elatostema robustum Hallier f.
- Elatostema rostratum (Blume) Hassk.
- Elatostema rubrostipulatum Gibbs
- Elatostema rudicaule H.J.P.Winkl.
- Elatostema rugosum A.Cunn.
- Elatostema rupestre (Buch.-Ham. ex D.Don) Wedd.
- Elatostema rupicola Elmer
- Elatostema salomonense L.M.Perry
- Elatostema salvinioides W.T.Wang
- Elatostema samarense Merr.
- Elatostema samoense Reinecke
- Elatostema scabriusculum Setch.
- Elatostema scapigerum C.B.Rob.
- Elatostema schizocephalum W.T.Wang
- Elatostema schroeteri L.M.Perry
- Elatostema scriptum C.B.Rob.
- Elatostema seemannianum A.C.Sm.
- Elatostema septemflorum W.T.Wang
- Elatostema serpentinicola R.S.Beaman & Cellin.
- Elatostema serra H.J.P.Winkl.
- Elatostema serratifolium Elmer
- Elatostema sessile J.R.Forst. & G.Forst.
- Elatostema setulosum W.T.Wang
- Elatostema shanglinense W.T.Wang
- Elatostema shuii W.T.Wang
- Elatostema sikkimense C.B.Clarke
- Elatostema simplicissimum Q.Lin
- Elatostema simulans C.B.Rob.
- Elatostema sinense H.Schroet.
- Elatostema sinuatum (Blume) Hassk.
- Elatostema smilacinum Hallier f. ex H.Schroet.
- Elatostema sorsogonense Elmer
- Elatostema spinulosum Elmer
- Elatostema stellatum Hook.f.
- Elatostema stenocarpum (Wedd.) Hallier f.
- Elatostema stenophyllum Merr.
- Elatostema stewardii Merr.
- Elatostema stigmatosum W.T.Wang
- Elatostema stipitatum Wedd.
- Elatostema stoloniforme Kaneh.
- Elatostema strictum Reinecke
- Elatostema strigillosum B.L.Shih & Yuen P.Yang
- Elatostema strigosum Hassk.
- Elatostema strigulosum W.T.Wang
- Elatostema subcoriaceum B.L.Shih & Yuen P.Yang
- Elatostema subcuspidatum W.T.Wang
- Elatostema subfavosum Leandri
- Elatostema subincisum Wedd.
- Elatostema subintegrum H.J.P.Winkl.
- Elatostema sublaxum (Elmer) H.Schroet.
- Elatostema sublignosum C.B.Rob.
- Elatostema sublineare W.T.Wang
- Elatostema suborbiculare Merr.
- Elatostema subpenninerve W.T.Wang
- Elatostema subscabrum H.Schroet.
- Elatostema subtrichotomum W.T.Wang
- Elatostema subvillosum H.Schroet.
- Elatostema sukungianum W.T.Wang
- Elatostema surigaoense Elmer
- Elatostema suzukii T.Yamaz.
- Elatostema sylvanum Ridl.
- Elatostema taquetii H.Lév.
- Elatostema tenellum A.C.Sm.
- Elatostema tenompokense Gibbs
- Elatostema tenuicaudatoides W.T.Wang
- Elatostema tenuicaudatum W.T.Wang
- Elatostema tenuicaule H.J.P.Winkl.
- Elatostema tenuicornutum W.T.Wang
- Elatostema tenuifolium W.T.Wang
- Elatostema tenuinerve W.T.Wang & Y.G.Wei
- Elatostema tenuireceptaculum W.T.Wang
- Elatostema tenuistipulatum H.Schroet.
- Elatostema tetratepalum W.T.Wang
- Elatostema thalictroides Stapf
- Elatostema tianeense W.T.Wang & Y.G.Wei
- Elatostema tianlinense W.T.Wang
- Elatostema tomentosum Wedd.
- Elatostema trichanthum Lauterb.
- Elatostema trichocarpum Hand.-Mazz.
- Elatostema trichomanes H.J.P.Winkl.
- Elatostema trichosanthum (Gagnep.) H.Schroet.
- Elatostema trichotomum W.T.Wang
- Elatostema tricuspe H.J.P.Winkl.
- Elatostema tridens L.M.Perry
- Elatostema truncicolum H.J.P.Winkl.
- Elatostema tutuilense Whistler
- Elatostema ulmifolium Miq.
- Elatostema umbellatum (Siebold & Zucc.) Blume
- Elatostema umbrinum Elmer
- Elatostema undulatum H.J.P.Winkl.
- Elatostema urvilleanum Brongn.
- Elatostema utakwaense H.Schroet.
- Elatostema variabile C.B.Rob.
- Elatostema variegatum C.B.Rob.
- Elatostema variolaminosum H.Schroet.
- Elatostema velutinicaule H.J.P.Winkl.
- Elatostema velutinum (Warb.) K.Schum.
- Elatostema veronicoides (Gagnep.) H.Schroet.
- Elatostema vicinum L.M.Perry
- Elatostema villosum B.L.Shih & Yuen P.Yang
- Elatostema viridescens Elmer
- Elatostema viridissimum Rech.
- Elatostema visciforme Hallier f.
- Elatostema vitiense (A.Gray ex Wedd.) A.C.Sm.
- Elatostema vittatum Hallier f.
- Elatostema volubile (Elmer) H.Schroet.
- Elatostema walkerae Hook.f.
- Elatostema wangii Q.Lin & L.D.Duan
- Elatostema warburgii H.J.P.Winkl.
- Elatostema weinlandii K.Schum.
- Elatostema welwitschii Engl.
- Elatostema wenxienense W.T.Wang & W.D.Peng
- Elatostema wenzelii H.Schroet.
- Elatostema whartonense L.M.Perry
- Elatostema whitfordii Merr.
- Elatostema wightii Hook.f.
- Elatostema winkleri-hubertii H.Schroet.
- Elatostema xanthophyllum W.T.Wang
- Elatostema xichouense W.T.Wang
- Elatostema yakushimense Hatus.
- Elatostema yangbiense W.T.Wang
- Elatostema yaoshanense W.T.Wang
- Elatostema yenii H.St.John
- Elatostema yonakuniense Hatus.
- Elatostema youyangense W.T.Wang
- Elatostema yui W.T.Wang
- Elatostema zamboangense Merr.

Selon Tropicos (22 février 2019) (Attention liste brute contenant possiblement des synonymes) :
- Elatostema abangense Amshoff
- Elatostema acrophilum C.B. Rob.
- Elatostema actinotrichum W.T. Wang
- Elatostema acuminatissimum Merr.
- Elatostema acuminatum (Poir.) Brongn.
- Elatostema acuteserratum B.L. Shih & Y.P. Yang
- Elatostema acutitepalum W.T. Wang
- Elatostema adenophorum W.T. Wang
- Elatostema affine Wedd.
- Elatostema afrikanum H. Schroet.
- Elatostema agusanense Elmer
- Elatostema albopilosoides Q. Lin & L.D. Duan
- Elatostema albopilosum W.T. Wang
- Elatostema albovillosum W.T. Wang
- Elatostema aliferum W.T. Wang
- Elatostema alnifolium W.T. Wang
- Elatostema ambiguum Hallier f.
- Elatostema angulare H. Winkl.
- Elatostema angulaticaule W.T. Wang & Y.G. Wei
- Elatostema angulosum W.T. Wang
- Elatostema angustatum C.B. Rob.
- Elatostema angusticuneatum Engl.
- Elatostema angustifolium Reinecke
- Elatostema angustitepalum W.T. Wang
- Elatostema annulatum H. Winkl.
- Elatostema antonii Elmer
- Elatostema apicicrassum W.T. Wang
- Elatostema apoense Elmer
- Elatostema appendiculatum Merr.
- Elatostema approximatum Wedd.
- Elatostema archiboldianum A.C. Sm.
- Elatostema arcuans Dunn
- Elatostema articulatum H. Winkl.
- Elatostema asterocephalum W.T. Wang
- Elatostema atropurpureum Gagnep.
- Elatostema atroviride W.T. Wang
- Elatostema attenuatoides W.T. Wang
- Elatostema attenuatum W.T. Wang
- Elatostema auriculatifolium R.S. Beaman & Cellin.
- Elatostema auriculatum W.T. Wang
- Elatostema australe Hallier f.
- Elatostema backeri H.E. Schroet.
- Elatostema baiseense W.T. Wang
- Elatostema balansae Gagnep.
- Elatostema bamaense W.T. Wang & Y.G. Wei
- Elatostema banahaense C.B. Rob.
- Elatostema barbarufa H. Winkl.
- Elatostema barbatum H.Schroet.
- Elatostema baruringense Elmer
- Elatostema basiandrum Reinecke
- Elatostema baviense Gagnep.
- Elatostema baviensis Gagnep.
- Elatostema beccarii H.Schroet.
- Elatostema beibengense W.T. Wang
- Elatostema belense L.M. Perry
- Elatostema benguetense C.B. Rob.
- Elatostema beshengii W.T. Wang
- Elatostema biakense H. Winkl.
- Elatostema bidiense H.Schroet.
- Elatostema biglomeratum W.T. Wang
- Elatostema bijiangense W.T. Wang
- Elatostema binatum W.T. Wang & Y.G. Wei
- Elatostema binerve W.T. Wang
- Elatostema blechnoides Ridl.
- Elatostema bodinieri H. Lév.
- Elatostema boehmerioides W.T. Wang
- Elatostema boholense Quisumb. & Merr.
- Elatostema bojongense H.Schroet.
- Elatostema bontocense Merr.
- Elatostema borneense H.Schroet.
- Elatostema brachyodontum (Hand.-Mazz.) W.T. Wang
- Elatostema brachyurum Hallier f.
- Elatostema bracteosum W.T. Wang
- Elatostema breviacuminatum W.T. Wang
- Elatostema brevifolium (Benth.) Haller f.
- Elatostema brevipedunculatum W.T. Wang
- Elatostema brongniartianum Wedd.
- Elatostema brunneinerve W.T. Wang
- Elatostema brunneolum Elmer
- Elatostema brunonianum Quisumb.
- Elatostema buderi H.Schroet.
- Elatostema bulbiferum Kurz
- Elatostema bulbothrix Stapf
- Elatostema bullatum R.S. Beaman & Cellin.
- Elatostema bulusanense Elmer
- Elatostema burmanicum Hallier f.
- Elatostema busseanum H. Winkl.
- Elatostema calcareum Merr.
- Elatostema calciferum W.T. Wang
- Elatostema calophyllum Rech.
- Elatostema camiguinense Elmer
- Elatostema capizense Merr.
- Elatostema carinoi C.B. Rob.
- Elatostema catalonanum (C.B. Rob.) H.Schroet.
- Elatostema catanduanense Merr.
- Elatostema cataractum L.D. Duan & Q. Lin
- Elatostema caudatum Elmer
- Elatostema cauliflorum H. Winkl.
- Elatostema cavaleriei (H. Lév.) Hand.-Mazz.
- Elatostema caveanum (Hook. f.) Grierson & D.G. Long
- Elatostema celaticaule Ridl.
- Elatostema cheirophyllum C.B. Rob.
- Elatostema cikaiense W.T. Wang
- Elatostema ciliatum C.B. Clarke ex Hook. f.
- Elatostema clarkei Hook. f.
- Elatostema clemensii H.Schroet.
- Elatostema colanii Gagnep.
- Elatostema comptonioides A.C. Sm.
- Elatostema conduplicatum W.T. Wang
- Elatostema contiguum C.B. Rob.
- Elatostema coriaceifolium W.T. Wang
- Elatostema corniculatum (W.T. Wang) H.W. Li
- Elatostema cornutum Wedd.
- Elatostema crassiusculum W.T. Wang
- Elatostema crenatum W.T. Wang
- Elatostema crispulum W.T. Wang
- Elatostema cultratum W.T. Wang
- Elatostema cuneatum Wight
- Elatostema cuneiforme W.T. Wang
- Elatostema cupreoviride Rech.
- Elatostema cupulare H. Winkl.
- Elatostema curtisii H.Schroet.
- Elatostema curvitepalum L.M. Perry
- Elatostema cuspidatum Wight
- Elatostema cuspidiferum Miq.
- Elatostema cyrtandra H. Winkl.
- Elatostema cyrtandrifolium (Zoll. & Moritzi) Miq.
- Elatostema cyrtophyllum Hallier f. ex H.Schroet.
- Elatostema dactylocephalum W.T. Wang
- Elatostema dallasense R.S. Beaman & Cellin.
- Elatostema decipiens Wedd.
- Elatostema decurrens H. Winkl.
- Elatostema delicatulum Wedd.
- Elatostema delicatum Elmer
- Elatostema densiflorum Franch. & A. Sav.
- Elatostema densistriolatum W.T. Wang & Z.Y. Wu
- Elatostema dersum H. Winkl.
- Elatostema didymocephalum W.T. Wang
- Elatostema dielsii H.Schroet.
- Elatostema discolor C.B. Rob.
- Elatostema dissectoides W.T. Wang
- Elatostema dissectum Wedd.
- Elatostema divaricatum Fosberg
- Elatostema diversifolium Wedd.
- Elatostema diversilimbum Merr.
- Elatostema doormanianum H. Winkl.
- Elatostema drepanophyllum H.Schroet.
- Elatostema dulongense W.T. Wang
- Elatostema duyunense W.T. Wang & Y.G. Wei
- Elatostema ebracteatum W.T. Wang
- Elatostema edanoii Merr.
- Elatostema edule C.B. Rob.
- Elatostema elegans H.J.P. Winkl.
- Elatostema ellipticum Wedd.
- Elatostema elmeri (Elmer) Merr.
- Elatostema eludens L.M. Perry
- Elatostema engleri Reinecke
- Elatostema epallocaulum A.C. Sm.
- Elatostema erectum H.Schroet.
- Elatostema eriocephalum W.T. Wang
- Elatostema euphlebium Merr.
- Elatostema eurhynchum Miq.
- Elatostema eximium A.C. Sm.
- Elatostema fagifolium (Poir.) Gaudich.
- Elatostema falcatum Hallier f.
- Elatostema falcifolium H.Schroet.
- Elatostema feddeanum H.Schroet.
- Elatostema fengshanense W.T. Wang & Y.G. Wei
- Elatostema fenkolense Hosok.
- Elatostema ferrugineum W.T. Wang
- Elatostema ficoides Wedd.
- Elatostema filicaule C.B. Rob.
- Elatostema filicaulum C.B. Clarke
- Elatostema filicinum Ridl.
- Elatostema filicoides Schröt.
- Elatostema filipes W.T. Wang
- Elatostema finisterrae Warb.
- Elatostema flavovirens R.S. Beaman & Cellin.
- Elatostema flumineorupestre Hosok.
- Elatostema fragile H. Winkl.
- Elatostema fruticosum Gibbs
- Elatostema fruticulosum K. Schum.
- Elatostema funingense W.T. Wang
- Elatostema funkii Reinecke
- Elatostema gabonense H.Schroet.
- Elatostema gagnepainianum H. Schroet.
- Elatostema garrettii Yahara
- Elatostema gibbosum Kurz
- Elatostema gibbsiae (Gibbs) R.S. Beaman
- Elatostema gillespiei A.C. Sm.
- Elatostema gitingense Elmer
- Elatostema glaberrimum H.Schroet.
- Elatostema glabratum Elmer
- Elatostema glaucescens Wedd.
- Elatostema glochidioides W.T. Wang
- Elatostema glomeratum C.B. Rob.
- Elatostema goniocephalum W.T. Wang
- Elatostema goudotianum Wedd.
- Elatostema gracile Hassk.
- Elatostema gracilifolium Merr.
- Elatostema gracilipes (C.B. Rob.) H.Schroet.
- Elatostema graeffei Reinecke
- Elatostema grammicum L.M. Perry
- Elatostema grande (Wedd.) P.S. Green
- Elatostema grandidentatum W.T. Wang
- Elatostema grandifolium Reinecke
- Elatostema greenwoodii A.C. Sm.
- Elatostema griffithianum (Wedd.) Hallier f.
- Elatostema griffithii Hook. f.
- Elatostema grueningii H. Winkl.
- Elatostema gueilinense W.T. Wang
- Elatostema gungshanense W.T. Wang
- Elatostema gurulauense Gibbs
- Elatostema gyrocephalum W.T. Wang & Y.G. Wei
- Elatostema hainanense W.T. Wang
- Elatostema halconense C.B. Rob.
- Elatostema hallieri H. Winkl.
- Elatostema halophyllum Merr.
- Elatostema hanseatum H.Schroet.
- Elatostema hastatum Elmer
- Elatostema hechiense W.T. Wang & Y.G. Wei
- Elatostema hekouense W.T. Wang
- Elatostema helferianum Hallier f.
- Elatostema henriquesii Engl.
- Elatostema henryanum Hand.-Mazz.
- Elatostema herbaceifolium Hayata
- Elatostema heterophyllum C.B. Rob.
- Elatostema hexadontum Baker
- Elatostema heyneanum (Wedd.) Haller f.
- Elatostema himantophyllum H.Schroet.
- Elatostema hirsutum Miq.
- Elatostema hirtellipedunculata B.L.Shih & Y.P. Yang
- Elatostema hirtellipedunculatum B.L. Shih & Y.P. Yang
- Elatostema hirtellum (W.T. Wang) W.T. Wang
- Elatostema hirticaule W.T. Wang
- Elatostema hirtum (Ridl.) H.Schroet.
- Elatostema hoelscherianum H. Winkl.
- Elatostema hoffmannianum H. Winkl.
- Elatostema hookerianum Wedd.
- Elatostema huanglianshanicum W.Y. Wang
- Elatostema huanjiangense W.T. Wang & Y.G. Wei
- Elatostema humblotii Baill.
- Elatostema humile A.C. Sm.
- Elatostema hunanense W.T. Wang
- Elatostema hymenophyllum H. Winkl.
- Elatostema hypoglaucum B.L. Shih & Y.P. Yang
- Elatostema ichangense H. Schroet.
- Elatostema imbricans Dunn
- Elatostema inaequifolium Elmer
- Elatostema inaequilobum Ridl.
- Elatostema inamoenum H. Winkl.
- Elatostema incisoserratum H. Schroet.
- Elatostema incisum Wedd.
- Elatostema inconstans L.M. Perry
- Elatostema insigne Hallier f.
- Elatostema insulare A.C. Sm.
- Elatostema integrifolium (D. Don) Wedd.
- Elatostema involucratum Franch. & Sav.
- Elatostema iridense Quisumb.
- Elatostema jabiense H. Winkl.
- Elatostema jaheri H.Schroet.
- Elatostema janowskyi H. Winkl.
- Elatostema japonicum Wedd.
- Elatostema javanicum (Wedd.) Haller f.
- Elatostema jianshanicum W.T. Wang
- Elatostema jinpingense W.T. Wang
- Elatostema junghuhnianum Miq.
- Elatostema kabayense H.Schroet.
- Elatostema kalingaense Merr.
- Elatostema kesselii H.Schroet.
- Elatostema kietanum Rech.
- Elatostema kinabaluense Gibbs
- Elatostema kraemeri Reinecke
- Elatostema krauseanum H.Schroet.
- Elatostema kuchingense H.Schroet.
- Elatostema kupeiense L.M. Perry
- Elatostema kusaiense Kaneh.
- Elatostema laciniatum Elmer
- Elatostema laetevirens Makino
- Elatostema laevigatum (Blume) Hassk.
- Elatostema laevissimum W.T. Wang
- Elatostema lagunense C.B. Rob.
- Elatostema lamii H. Winkl.
- Elatostema lanaense C.B. Rob.
- Elatostema lanceolatum H. Winkl.
- Elatostema lancifolium Wedd.
- Elatostema lasiocephalum W.T. Wang
- Elatostema lasioneurum Hallier f. ex H.Schroet.
- Elatostema latifolium Blume ex H. Schroet.
- Elatostema latistipulum W.T. Wang & Z.Y. Wu
- Elatostema latitepalum W.T. Wang
- Elatostema lauterbachii H. Winkl.
- Elatostema laxicymosum W.T. Wang
- Elatostema laxiflorum Hallier f. ex H.Schroet.
- Elatostema laxisericeum W.T. Wang
- Elatostema laxum Elmer
- Elatostema ledermannii H. Winkl.
- Elatostema leiocephalum W.T. Wang
- Elatostema lepidotulum Miq.
- Elatostema leucocephalum W.T. Wang
- Elatostema liboense W.T. Wang
- Elatostema lignescens Hallier f.
- Elatostema lignosum Merr.
- Elatostema lihengianum W.T. Wang
- Elatostema lilyanum Rech.
- Elatostema lineare Stapf
- Elatostema lineolatum Wight
- Elatostema lingelsheimii H. Winkl.
- Elatostema lingua H.Schroet.
- Elatostema lithoneurum Stapf
- Elatostema litseifolium W.T. Wang
- Elatostema lonchophyllum H.Schroet.
- Elatostema longecornutum H. Schroet.
- Elatostema longiacuminatum (De Wild.) Hauman
- Elatostema longibracteatum W.T. Wang
- Elatostema longicaudatum Grierson & D.G. Long
- Elatostema longicollum H. Winkl.
- Elatostema longifolium Wedd.
- Elatostema longipedunculatum Elmer
- Elatostema longipes W.T. Wang
- Elatostema longipetiolatum W.T. Wang
- Elatostema longirostre Ridl.
- Elatostema longistipulum Hand.-Mazz.
- Elatostema lowii Stapf
- Elatostema luchunense W.T. Wang
- Elatostema lucidum G. Forst. ex Guillon
- Elatostema lungzhouense W.T. Wang
- Elatostema lutescens C.B. Rob.
- Elatostema luxiense W.T. Wang
- Elatostema luzonense C.B. Rob.
- Elatostema mabienense W.T. Wang
- Elatostema macgregorii Merr.
- Elatostema machaerophyllum Hallier f.
- Elatostema macintyrei Dunn
- Elatostema macrophyllum Brongn.
- Elatostema macropus H. Winkl.
- Elatostema maculatum Gaudich.
- Elatostema madagascariense Wedd.
- Elatostema mafuluense L.M. Perry
- Elatostema maguanense W.T. Wang
- Elatostema malacotrichum W.T. Wang & Y.G. Wei
- Elatostema manhaoense W.T. Wang
- Elatostema manillense Wedd.
- Elatostema mannii Wedd.
- Elatostema maquilingense Elmer
- Elatostema maraiparaiense R.S. Beaman & Cellin.
- Elatostema mariannae C.B. Clarke
- Elatostema mashanense W.T. Wang & Y.G. Wei
- Elatostema medogense W.T. Wang
- Elatostema megacephalum W.T. Wang
- Elatostema megaphyllum H.Schroet.
- Elatostema melanophyllum W.T. Wang
- Elatostema membranaceum Hassk.
- Elatostema membranifolium Kurz
- Elatostema menglunense W.T. Wang & G.D. Tao
- Elatostema merrillii C.B. Rob.
- Elatostema mesargyreum Hallier f.
- Elatostema microcarpum W.T. Wang & Y.G. Wei
- Elatostema microcephalanthum Hayata
- Elatostema microdontum W.T. Wang
- Elatostema microphyllum Elmer
- Elatostema microprocris Hallier f. ex H.Schroet.
- Elatostema microtrichum W.T. Wang
- Elatostema mindanaense H.Schroet.
- Elatostema minus Hallier f. ex H.Schroet.
- Elatostema minutiflorum H. Winkl.
- Elatostema minutifurfuraceum W.T. Wang
- Elatostema minutum Hayata
- Elatostema molle Wedd.
- Elatostema mollifolium W.T. Wang
- Elatostema monandrum (D. Don) H. Hara
- Elatostema mongiensis Lauterb.
- Elatostema montanum Endl.
- Elatostema monticola Hook. f.
- Elatostema morobense L.M. Perry
- Elatostema multicanaliculatum B.L. Shih & Y.P. Yang
- Elatostema multinervium H.Schroet.
- Elatostema muscicola W.T. Wang
- Elatostema myrtillus (H. Lév.) Hand.-Mazz.
- Elatostema nanchuanense W.T. Wang
- Elatostema napoense W.T. Wang
- Elatostema nasutum Hook. f.
- Elatostema nemorosum Seem.
- Elatostema nigrescens Miq.
- Elatostema nigribracteatum W.T. Wang & Y.G. Wei
- Elatostema nipponicum Makino
- Elatostema novae-britanniae Lauterb.
- Elatostema novarae Kurz
- Elatostema novoguineense Warb.
- Elatostema oblanceolatum C.B. Rob.
- Elatostema obliquifolium Reinecke
- Elatostema oblongifolium Fu in W. T. Wang
- Elatostema obovatum Wedd.
- Elatostema obscurinerve W.T. Wang
- Elatostema obtusidentatum W.T. Wang
- Elatostema obtusiusculum C.B. Rob.
- Elatostema obtusum Wedd.
- Elatostema oligodon Quisumb.
- Elatostema omeiense W.T. Wang
- Elatostema oppositum Q. Lin & Y.M. Shui
- Elatostema oreocnidioides W.T. Wang
- Elatostema orientale Engl.
- Elatostema oshimense T. Yamaz.
- Elatostema ovatum Wight
- Elatostema oxyodontum W.T. Wang
- Elatostema pachyceras W.T. Wang
- Elatostema pachypoda Diels
- Elatostema pachypodum Diels
- Elatostema pacificum Elmer
- Elatostema paivaeanum Wedd.
- Elatostema pajawanense C.B. Rob.
- Elatostema palustre A.C. Sm.
- Elatostema panayense Merr.
- Elatostema papangae Leandri
- Elatostema papilionaceum W.T. Wang
- Elatostema papillosum Wedd.
- Elatostema paracuminatum W.T. Wang
- Elatostema paragungshanense W.T. Wang
- Elatostema paramelanum H. Winkl.
- Elatostema parasiticum (Blume) Blume ex H.Schroet.
- Elatostema parvifolium Brongn.
- Elatostema parvum (Blume) Miq.
- Elatostema paucicystatum H.Schroet.
- Elatostema paucidentatum H. Schroet.
- Elatostema paucifolium W.T. Wang
- Elatostema pauperatum H. Winkl.
- Elatostema paxii Reinecke
- Elatostema pedicellatum Gibbs
- Elatostema pedunculatum J.R. Forst. & G. Forst.
- Elatostema pellionianum Gaudich.
- Elatostema pellioniifolium W.T. Wang
- Elatostema peltifolium H. Winkl.
- Elatostema penibukanense Gibbs
- Elatostema penninerve H.Schroet.
- Elatostema pentaneurum Hallier f.
- Elatostema peperomioides H. Winkl.
- Elatostema pergameneum W.T. Wang
- Elatostema perlongifolium Elmer
- Elatostema perpusillum L.M. Perry
- Elatostema petelotii Gagnep.
- Elatostema petiolatum Hallier f. ex H.Schroet.
- Elatostema phanerophlebium W.T. Wang & Y.G. Wei
- Elatostema philippinense Elmer
- Elatostema philippinensis Elmer
- Elatostema pianmaense W.T. Wang
- Elatostema pictum Hallier f.
- Elatostema piliferum H. Winkl.
- Elatostema pilosum Merr.
- Elatostema piluliferum H. Lév.
- Elatostema pinnatinervia Elmer
- Elatostema pinnatinervium Elmer
- Elatostema pinnativenium R.S. Beaman & Cellin.
- Elatostema platycarpum L.M. Perry
- Elatostema platyceras W.T. Wang
- Elatostema platyphylloides B.L. Shih & Y.P. Yang
- Elatostema platyphyllum Wedd.
- Elatostema plumbeum C.B. Rob.
- Elatostema podophyllum Wedd.
- Elatostema polioneurum Hallier f.
- Elatostema polypodioides Ridl.
- Elatostema polystachyoides W.T. Wang
- Elatostema poteriifolium Ridl.
- Elatostema preussii Engl.
- Elatostema procridioides Wedd.
- Elatostema prunifolium W.T. Wang
- Elatostema pseudobrachyodontum W.T. Wang
- Elatostema pseudocuspidatum W.T. Wang
- Elatostema pseudodissectum W.T. Wang
- Elatostema pseudoficoides W.T. Wang
- Elatostema pseudonasutum W.T. Wang
- Elatostema pseudoplatyphyllum W.T. Wang
- Elatostema pubescens Pers.
- Elatostema pubipes W.T. Wang
- Elatostema pulchellum C.B. Rob.
- Elatostema pulchrum Hallier f.
- Elatostema pulgarense Elmer
- Elatostema pulleanum H. Winkl.
- Elatostema punctatum Wedd.
- Elatostema purpurascens R.S. Beaman & Cellin.
- Elatostema purpureum C.B. Rob.
- Elatostema pusillum C.B. Clarke ex Hook. f.
- Elatostema pycnodontum W.T. Wang
- Elatostema quinquecostatum W.T. Wang
- Elatostema raapii H.Schroet.
- Elatostema radicans (Siebold & Zucc.) Wedd.
- Elatostema ramosissimum Reinecke
- Elatostema ramosum W.T. Wang
- Elatostema ranongense Yahara
- Elatostema rectangulare H. Winkl.
- Elatostema recticaudatum W.T. Wang
- Elatostema recurviramum W.T. Wang & Y.G. Wei
- Elatostema reiterianum H. Winkl.
- Elatostema repens (Lour.) Haller f.
- Elatostema reptans Hook. f.
- Elatostema reticulatovenosum Hallier f.
- Elatostema reticulatum Wedd.
- Elatostema retinervium L.M. Perry
- Elatostema retrohirtum Dunn
- Elatostema rhombiforme W.T. Wang
- Elatostema ridleyanum H.Schroet.
- Elatostema rigidum Wedd.
- Elatostema rivulare B.L. Shih & Y.P. Yang
- Elatostema robinsonii Merr.
- Elatostema robustum Hallier f.
- Elatostema rostratum Hassk.
- Elatostema rubrostipulatum Gibbs
- Elatostema rudicaule H.J.P. Winkl.
- Elatostema rugosum A. Cunn.
- Elatostema rupestre (Buch.-Ham. ex D. Don) Wedd.
- Elatostema rupicola Elmer
- Elatostema rupicolum Elmer
- Elatostema salomonense L.M. Perry
- Elatostema salvinioides W.T. Wang
- Elatostema samarense Merr.
- Elatostema samoense Reinecke
- Elatostema scabriusculum Setch.
- Elatostema scabrum (Benth.) Haller f.
- Elatostema scandens Hallier f.
- Elatostema scapigerum C.B. Rob.
- Elatostema schizocephalum W.T. Wang
- Elatostema schroeteri L.M. Perry
- Elatostema scriptum C.B. Rob.
- Elatostema seemannianum A.C. Sm.
- Elatostema septemflorum W.T. Wang
- Elatostema serpentinicola R.S. Beaman & Cellin.
- Elatostema serra H. Winkl.
- Elatostema serratifolium Elmer
- Elatostema sesquifolium (Reinw. ex Blume) Hassk.
- Elatostema sessile J.R. Forst. & G. Forst.
- Elatostema setulosum W.T. Wang
- Elatostema shanglinense W.T. Wang
- Elatostema shuii W.T. Wang
- Elatostema shuzhii W.T. Wang
- Elatostema sikkimense C.B. Clarke
- Elatostema simulans C.B. Rob.
- Elatostema sinense H. Schroet.
- Elatostema sinuatum Hassk.
- Elatostema smilacinum Hallier f. ex H.Schroet.
- Elatostema sorsogonense Elmer
- Elatostema spinulosum Elmer
- Elatostema stellatum Hook. f.
- Elatostema stenocarpum Hallier f.
- Elatostema stenophyllum Merr.
- Elatostema stenurum Hallier f.
- Elatostema stewardii Merr.
- Elatostema stigmatosum W.T. Wang
- Elatostema stipitatum Wedd.
- Elatostema stipulosum Hand.-Mazz.
- Elatostema stoloniforme Kaneh.
- Elatostema stracheyanum Wedd.
- Elatostema strictum Reinecke
- Elatostema strigillosum B.L. Shih & Y.P. Yang
- Elatostema strigosum Hassk.
- Elatostema strigulosum W.T. Wang
- Elatostema subcoriaceum B.L. Shih & Y.P. Yang
- Elatostema subcuspidatum W.T. Wang
- Elatostema subfalcatum W.T. Wang
- Elatostema subfavosum Leandri
- Elatostema subincanum Wedd.
- Elatostema subincisum Wedd.
- Elatostema subintegrum H. Winkl.
- Elatostema sublaxum (Elmer) H.Schroet.
- Elatostema sublignosum C.B. Rob.
- Elatostema sublineare W.T. Wang
- Elatostema suborbiculare Merr.
- Elatostema subpenninerve W.T. Wang
- Elatostema subscabrum H.Schroet.
- Elatostema subtrichotomum W.T. Wang
- Elatostema subvillosum H.Schroet.
- Elatostema succosum Miq.
- Elatostema sukungianum W.T. Wang
- Elatostema surculosum Wight
- Elatostema surigaoense Elmer
- Elatostema suzukii T. Yamaz.
- Elatostema sylvanum Ridl.
- Elatostema taquetii H. Lév.
- Elatostema tenellum A.C. Sm.
- Elatostema tenompokense Gibbs
- Elatostema tenuicaudatoides W.T. Wang
- Elatostema tenuicaudatum W.T. Wang
- Elatostema tenuicaule H. Winkl.
- Elatostema tenuicornutum W.T. Wang
- Elatostema tenuifolium W.T. Wang
- Elatostema tenuinerve W.T. Wang & Y.G. Wei
- Elatostema tenuireceptaculum W.T. Wang
- Elatostema tenuistipulatum H.Schroet.
- Elatostema tetratepalum W.T. Wang
- Elatostema thalictroides Stapf
- Elatostema thibaudiifolium Wedd.
- Elatostema thomense Henriq.
- Elatostema tianeense W.T. Wang & Y.G. Wei
- Elatostema tianlinense W.T. Wang
- Elatostema tomentosum Wedd.
- Elatostema treutleri Hook. f.
- Elatostema tricaule W.T. Wang
- Elatostema trichanthum Lauterb.
- Elatostema trichocarpum Hand.-Mazz.
- Elatostema trichomanes H. Winkl.
- Elatostema trichophlebium (Merr.) Merr. ex ined.
- Elatostema trichosanthum H.Schroet.
- Elatostema trichotomum W.T. Wang
- Elatostema tricuspe H. Winkl.
- Elatostema tridens L.M. Perry
- Elatostema trilobulatum (Hayata) T. Yamaz.
- Elatostema trinerve Hochst.
- Elatostema truncicolum H. Winkl.
- Elatostema tsoongii (Merr.) H. Schroet.
- Elatostema tumidulum Koidz.
- Elatostema tutuilense (Reinecke) Whistler
- Elatostema ulmifolium Miq.
- Elatostema umbellatum Blume
- Elatostema umbrinum Elmer
- Elatostema umbrosum A. Gray ex Wedd.
- Elatostema undulatum H. Winkl.
- Elatostema urdanetense Elmer
- Elatostema urvilleanum Brongn.
- Elatostema utakwaense H.Schroet.
- Elatostema variabile C.B. Rob.
- Elatostema variegatum C.B. Rob.
- Elatostema variolaminosum H.Schroet.
- Elatostema velutinicaule H.J.P. Winkl.
- Elatostema velutinum K. Schum.
- Elatostema veronicoides H.Schroet.
- Elatostema vicinum L.M. Perry
- Elatostema villosum B.L. Shih & Y.P. Yang
- Elatostema viride (C.H. Wright) Hand.-Mazz.
- Elatostema viridescens Elmer
- Elatostema viridicaule W.T. Wang
- Elatostema viridissimum Rech.
- Elatostema visciforme Hallier f.
- Elatostema vitiense A.C. Sm.
- Elatostema vittatum Hallier f.
- Elatostema volubile H.Schroet.
- Elatostema walkerae Hook. f.
- Elatostema wangii Q. Lin & L.D. Duan
- Elatostema warburgii H. Winkl.
- Elatostema webbianum Wedd.
- Elatostema weinlandii K. Schum.
- Elatostema welwitschii Engl.
- Elatostema wenxienense W.T. Wang & Z.X. Peng
- Elatostema wenzelii H.Schroet.
- Elatostema whartonense L.M. Perry
- Elatostema whitfordii Merr.
- Elatostema wightiana Wedd.
- Elatostema wightii Hook. f.
- Elatostema winkleri-hubertii H.Schroet.
- Elatostema xanthophyllum W.T. Wang
- Elatostema xichouense W.T. Wang
- Elatostema xinningense W.T. Wang
- Elatostema yakushimense Hatus.
- Elatostema yangbiense W.T. Wang
- Elatostema yaoshanense W.T. Wang
- Elatostema yenii H. St. John
- Elatostema yonakuniense Hatus.
- Elatostema youyangense W.T. Wang
- Elatostema yui W.T. Wang
- Elatostema yulense Hallier f.
- Elatostema yungshunense W.T. Wang
- Elatostema yunnanense H. Schroet.
- Elatostema zamboangense Merr.
- Elatostema zollingerianum Miq.